# Rheinland Versicherung
Die Rheinland Versicherung ist eine Versicherungsgesellschaft mit Sitz in Neuss. Die Rheinland Versicherungs AG bildet gemeinsam mit der Rhion Versicherung AG und der Credit Life AG sowie weiteren Gesellschaften die Rheinland Versicherungsgruppe, die durch die Rheinland Holding AG gesteuert wird. Der Versicherungskonzern ist ein Komposit- (Sach-, Haftpflicht-, Unfall- und Kfz-Versicherungen) und Lebensversicherer und befindet sich mehrheitlich im Besitz der Nachkommen seiner Gründer aus dem Jahre 1880.

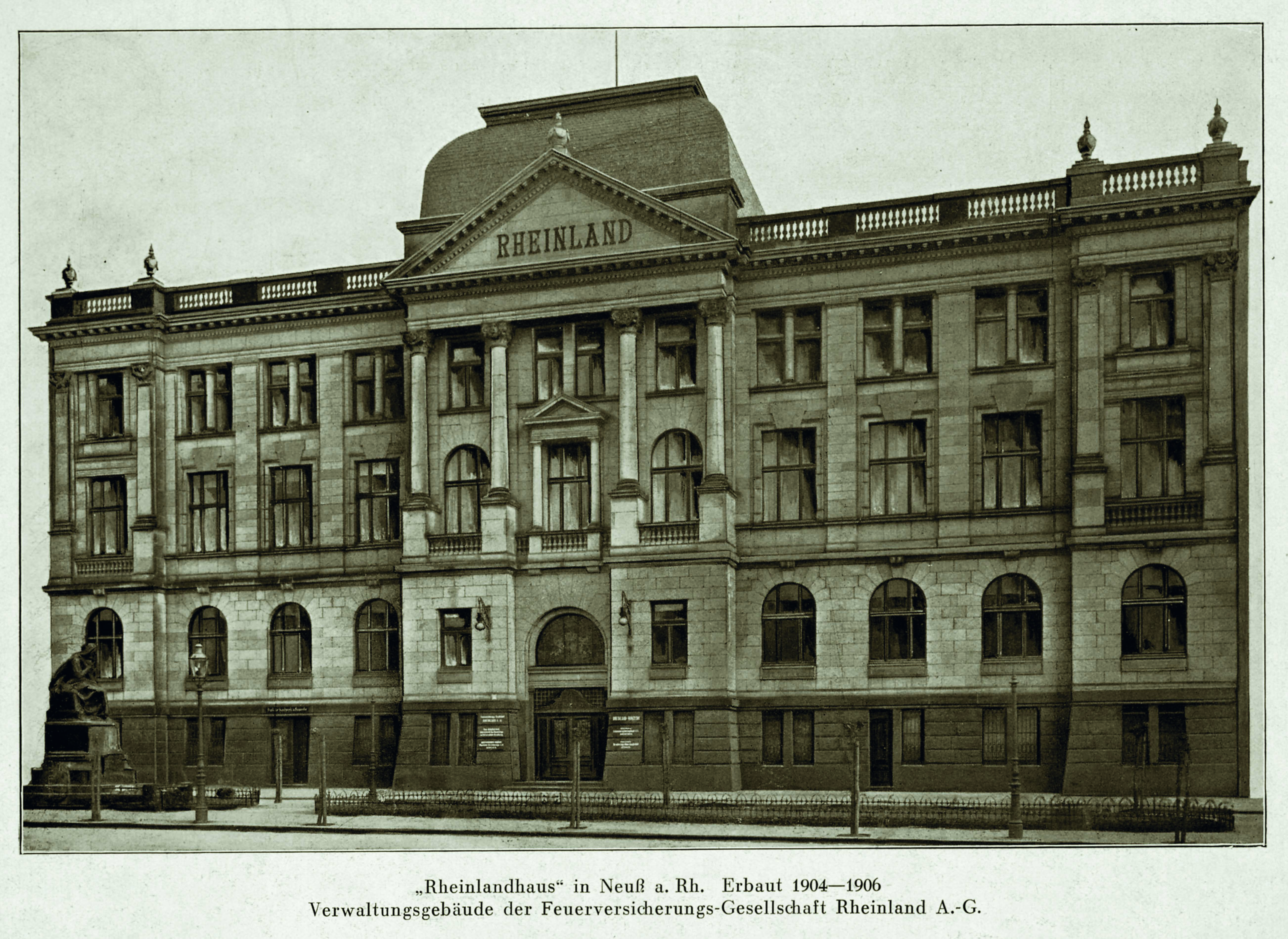
Das von 1904 bis 1906 errichtete „Rheinlandhaus“ am Marienkirchplatz in Neuss war bis 1998 Unternehmenssitz.

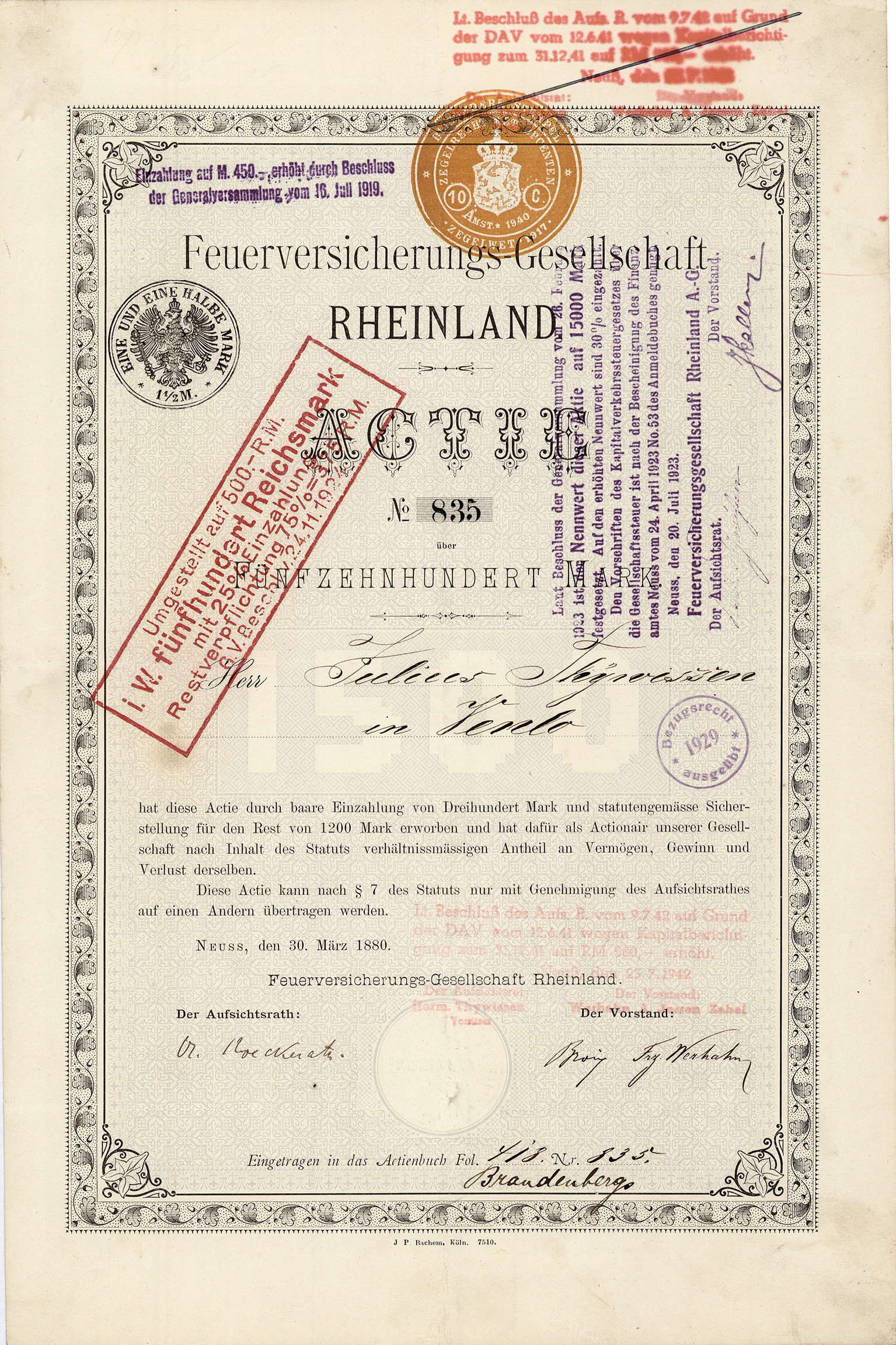
Aktie über 1500 Mark der Feuerversicherungs-Gesellschaft Rheinland vom 30. März 1880

## Geschäftsmodell
Die Rheinland Versicherung ist spezialisiert auf das Sachversicherungsgeschäft. Zielgruppe sind neben Privatkunden auch Gewerbekunden bis zu mittlerer Betriebsgröße.

## Geschichte
Der Impuls zur Schaffung einer neuen Versicherungsgesellschaft kam aus dem Volkswirthschaftlichen Verein für Rheinland, der 1877 auf Initiative des Neusser Kaufmanns Joseph Broix (1837–1910) gegründet wurde. Ziel war es, mit dem Verein die „materiellen Interessen der rheinischen Bevölkerung“ zu fördern, wobei man im Versicherungswesen, im Geldgeschäft, im Volksbildungswesen und auf landwirtschaftlichem Gebiet Betätigungsfelder absteckte. Die Stadt Neuss zählte zu diesem Zeitpunkt rund 15.500 Einwohner und wurde aufgrund ihrer geografischen Lage und ihrer prosperierenden Wirtschaft von dem Versicherungskomitee des Volkswirthschaftlichen Vereins als künftiger Standort der zu gründenden Versicherung bestimmt. Am 30. Oktober 1878 genehmigte der Neusser Notar Brandenbergs das Statut der neuen Aktiengesellschaft; anschließend erhielten die Mitglieder des Volkswirthschaftlichen Vereins das Vorrecht zur Zeichnung von Aktien. Bei der konstituierenden Generalversammlung der Rheinland-Versicherung wählten die anwesenden 184 Aktionäre den ersten Aufsichtsrat, zu dessen Vorsitzendem Peter Joseph Roeckerath aus Köln gewählt wurde.
Mit einer telegrafischen Nachricht der preußischen Bezirksregierung Düsseldorf erfolgte am 9. Februar 1880 die offizielle Konzessionierung der Feuerversicherungs-Gesellschaft „Rheinland“ AG. Der Geschäftsbetrieb wurde am 1. April 1880 mit 108 Agenturen im Regierungsbezirk Düsseldorf und 49 im Regierungsbezirk Aachen eröffnet. Direktor der Gesellschaft wurde der Neusser Kaufmann Franz Werhahn (1850–1925), der gemeinsam mit Joseph Broix als Bevollmächtigtem des Aufsichtsrats den ersten Vorstand der „Rheinland“ bildete. Im Jahr 1903 wurde am Marienkirchplatz in Neuss ein Grundstück für ein neu zu errichtendes Verwaltungsgebäude erworben. Im Folgejahr begannen die Bauarbeiten; 1906 war das Gebäude bezugsfertig. Der Bau im historistischen Stil war von dem Neusser Architekten Carl Schaumburg (1867–1940) entworfen worden. Franz Werhahn wiederum nahm maßgeblichen Einfluss auf das Umfeld des Rheinlandhauses: So stiftete er die anlässlich seines Silberjubiläums als Direktor zugedachte Ehrengabe für die Errichtung des „Marienborns“; schon zuvor hatte er sich in den Gründungsprozess der neuen Pfarrgemeinde St. Marien eingebracht.
Die 1929 einsetzende Weltwirtschaftskrise versetzte den Ambitionen zur Konzernbildung einen Rückschlag. In der Zeit des Nationalsozialismus standen die regimekritischen Eigentümer und Vorstände der „Rheinland“ unter verschärfter Beobachtung. Inwieweit dieser Umstand den Geschäftserfolg des Unternehmens beeinträchtigte, ist laut einer 2005 erschienenen Unternehmenschronik „nicht mit Bestimmtheit zu sagen“.
Während des Zweiten Weltkriegs wurden das Rheinlandhaus und zahlreiche Gebäude in der direkten Umgebung – darunter auch die Marienkirche – bei Bombenangriffen schwer beschädigt. Nach Kriegsende machte sich die Belegschaft an den Wiederaufbau des Unternehmenssitzes.

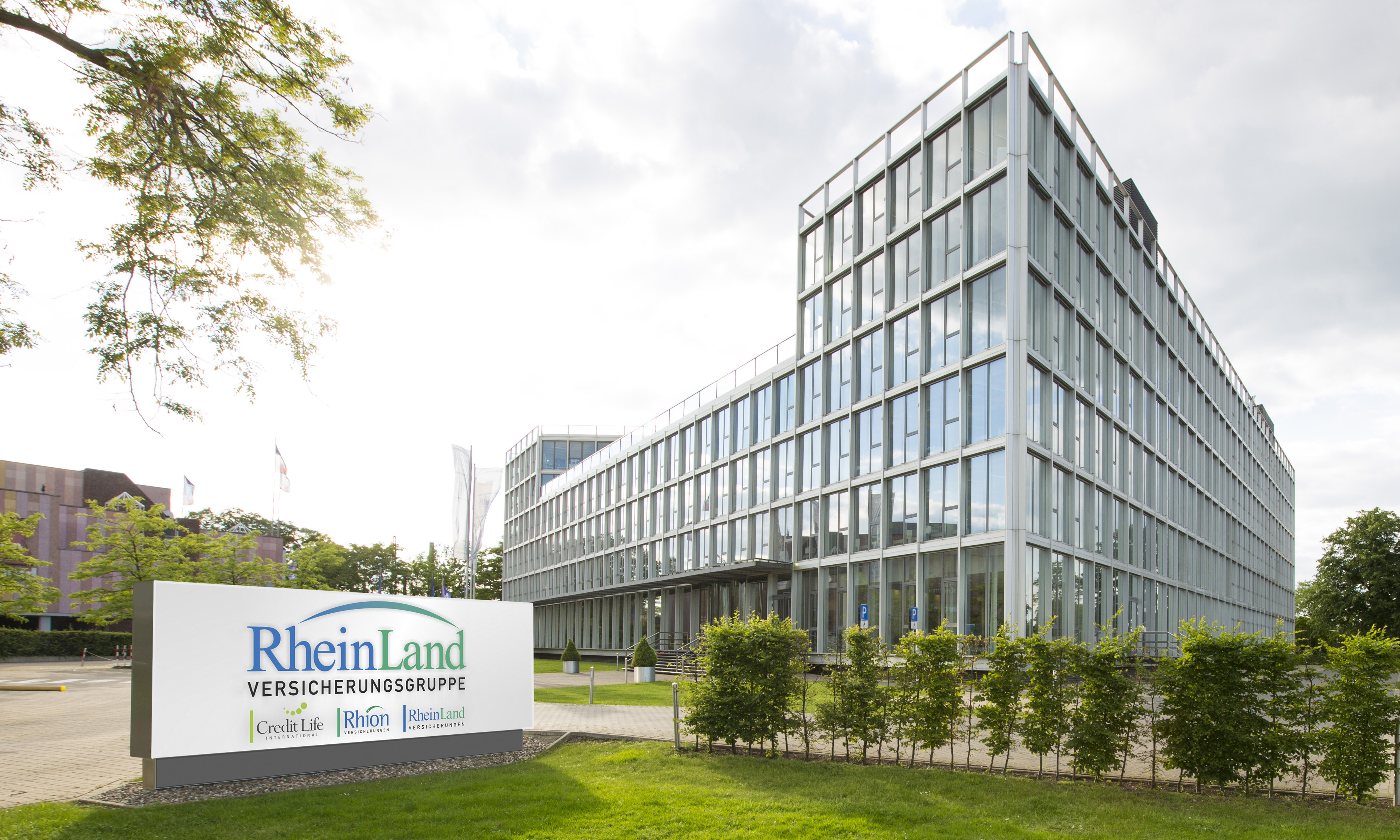
Sitz der Rheinland Versicherung am Rheinlandplatz in Neuss

Die Entwicklung des Geschäftsbetriebs erhielt Anfang der 1960er Jahre einen Dämpfer, dem mit Modernisierungs- und Rationalisierungsmaßnahmen gegengesteuert wurde. Zum 1. Juli 1964 firmierte die Feuerversicherungs-Gesellschaft Rheinland AG in Rheinland Versicherungs-AG um. Die ersten Jahrzehnte war die „Rheinland“ ausschließlich als Kompositversicherer aktiv. Den Einstieg in das Lebensversicherungsgeschäft markierte der Kauf des Aktienkapitals an der Bonner Lebensversicherung AG im Jahr 1971. Mit dem Erwerb einer Mehrheitsbeteiligung an der Ontos Restschuld-Lebensversicherungs-AG mit Sitz in Köln durch die Rheinland Versicherungs-AG begann 1979 der Vertrieb von Restschuldversicherungen.
Seit 1993 werden die Gesellschaften der Rheinland Versicherungsgruppe über die Rheinland Holding AG gesteuert. Nach der Jahrtausendwende wurden 2002 die niederländische Credit Life International NV und 2005 der Maklerversicherer Rhion gegründet.
Das Engagement am Standort Neuss und in der Region konzentriert sich neben der Unterstützung von Kultur (Shakespeare-Festival Neuss) und Brauchtum (Neusser Bürger-Schützenfest) vor allem auf den Sport. Das Unternehmen ist Hauptsponsor des Olympiastützpunkts Rheinland in Köln, offizieller Versicherungspartner des Team Deutschland-Achter und Mitinitiator der Partner für Sport und Bildung, die seit 2013 im Rhein-Kreis Neuss den sportlichen Nachwuchs und Leistungssport fördern.

## Konzernstruktur
- An der Spitze des Konzerns steht die Rheinland Holding AG, die alle Aktivitäten steuert und die Konzernstrategie vorgibt, selbst aber nicht operativ tätig ist. Unter dem Dach der Holding sind drei Gesellschaften als Risikoträger angesiedelt, die zusammen mit weiteren Gesellschaften die Rheinland Versicherungsgruppe bilden.

- Die RheinLand Versicherungs AG ist Risikoträgerin für das durch den eigenen Außendienst unter der Marke RheinLand Versicherungen vermittelte Geschäft; darüber hinaus fungiert sie als Risikoträgerin des über den Kooperationsvertrieb abgeschlossenen Geschäfts, soweit Schaden-/Unfallversicherungen darin enthalten sind. Eine seit 2014 bestehende Niederlassung hat ihren Sitz in Amstelveen/Niederlande. Die Rheinland Lebensversicherung AG wurde zum 1. Januar 2020 mit der Credit Life AG verschmolzen.[11]
- Die Rhion Versicherung AG ist 2005 als Maklerversicherer gegründet worden. Ihr Geschäft betreibt die Rhion Versicherung in Deutschland unter dem Markennamen rhion.digital. Das Geschäft konzentriert sich auf Sach-, Haftpflicht-, Unfall- und Kraftfahrt-Versicherungen für Privat- und Gewerbekunden. Vertriebspartner von rhion.digital sind Versicherungsmakler und Assekuradeure. Im Frühjahr 2019 wurde eine Partnerschaft mit dem niederländischen Assekuradeursnetzwerk Nederlandse Vereniging van Gevolmachtigde Assurantiebedrijven (NVGA) geschlossen.[12] Dadurch wurde die Geschäftstätigkeit auf die Niederlande ausgeweitet; der Marktauftritt erfolgt dort als rhion. Niederländischer Standort ist der High Tech Campus Eindhoven.[13][14]
- Das Portfolio der Credit Life AG umfasst Kapitallebens-, Risikolebens- und Restkreditversicherungen für den deutschen Markt sowie Risikolebensversicherungen für den niederländischen Markt. Das Geschäft wird über den Kooperationsvertrieb sowie die Bezirksdirektionen und Geschäftsstellen der Rheinland Versicherungs AG getätigt. Die Credit Life AG unterhält eine Niederlassung in Amstelveen bei Amsterdam.

Sitz der Gesellschaften ist Neuss.